# Тимковичский народный театр
Тимковичский народный театр — единственный сельский театр Беларуси, один из старейших театров Минской области.

## История
Свою деятельность театр начал с драматического кружка, который в декабре 1917 года поставил свой первый спектакль по пьесе Николая Гоголя «Женитьба».
В первом составе кружка работал известный писатель Кузьма Чорный.
C 1939 организатором и бессменным руководителем стала заслуженная учительница БССР Зинаида Иосифовна Романенко.
24 мая 1967 года коллективу было присвоено наименование «народный» любительский коллектив (спектакль «Ганка» В. Голубка). Коллектив Лауреат 1-го Всесоюзного фестиваля самодеятельного художественного творчества (1975—1977 годов). Дипломант республиканского смотра любительского театрального искусства (1982 год). При театре была создана детская студия.
3а постановку «Грешники» в 2003 году коллектив награждён дипломом 4-го Областного фестиваля народных театров «Березинская рампа».
25 мая 2008 года подтвердил звание «народный» самодеятельный коллектив.

## Репертуар
В театре имелся широкий репертуар. В нём — пьесы белорусских, русских и украинских драматургов (Кузьмы Чорного «Иринка», Кондрата Крапивы «Партизаны», Янки Купалы «Примаки», А. Сафронова «Летят гуси», Ю. Томина «Адалень трава», Тараса Шевченко «Назар Стодоля»).
Успех у зрителей имела премьера спектакля по пьесе Ивана Шамякина «Дети одного дома», на которой присутствовал сам автор. С 1972 по 1976 годы были поставлены спектакли: «Мы веселые ребята» Ю. Томина, «Аленький цветочек» Л. Брасевича, «Гавроши Брестской крепости» А. Махнача, «Приключения Незнайки».
В декабре 2002 года театр заявил о себе комедией «Грешники» по мотивам пьесы С. Лабазёрава «Семейный портрет с денежными знаками». Постановку пьесы осуществил режиссёр Виктор Шулешка, в роли переводчика выступила А. Острыкава.
С 2006 году под руководством режиссёра А. Голубева и помощника режиссёра С. Лазовская театр работал над постановкой спектакля по пьесе Алексея Винокура «Олд и сада — маза».
В начале апреля 2010 театр начал работать над постановкой спектакля по пьесе Алексея Дударева «Не покидай меня» и 4 февраля 2011 года осуществлён его показ на сцене Тимковичского сельского Дома культуры.